# Актау (Чингирлауский район)
Актау (каз. Ақтау, до 2018 г. — Белогорка) — село в Чингирлауском районе Западно-Казахстанской области Казахстана. Административный центр Актауского сельского округа.

## География
Находится на левом берегу реки Утва, примерно в 58 км к юго-западу от села Чингирлау, административного центра района, на высоте 87 метров над уровнем моря. Код КАТО — 276639100.

## Население
В 1999 году численность населения села составляла 1231 человека (634 мужчины и 597 женщин). По данным переписи 2009 года, в селе проживало 543 человека (278 мужчин и 265 женщин).